# Martin Gotta der Ältere
Martin Gotta d. Ä. (geboren 1880; gestorben 1935 oder 1936 in Hannover) war ein deutscher Kunst- und Kirchenmaler sowie Restaurator.

## Leben
Martin Gotta durchlief möglicherweise ab Ende des 19. Jahrhunderts eine Ausbildung als Maler. Er wurde später – im Gesellenbrief seines Sohnes – als „Kirchenmaler des Maler- und Lackiererhandwerks“ bezeichnet.
1901 immatrikulierte sich Martin Gotta – ohne Angabe von Fächern – an der Technischen Universität Hannover. Bald darauf arbeitete er in Berlin als Mitarbeiter des kaiserlichen Hofmalers August Oetken in Berlin.

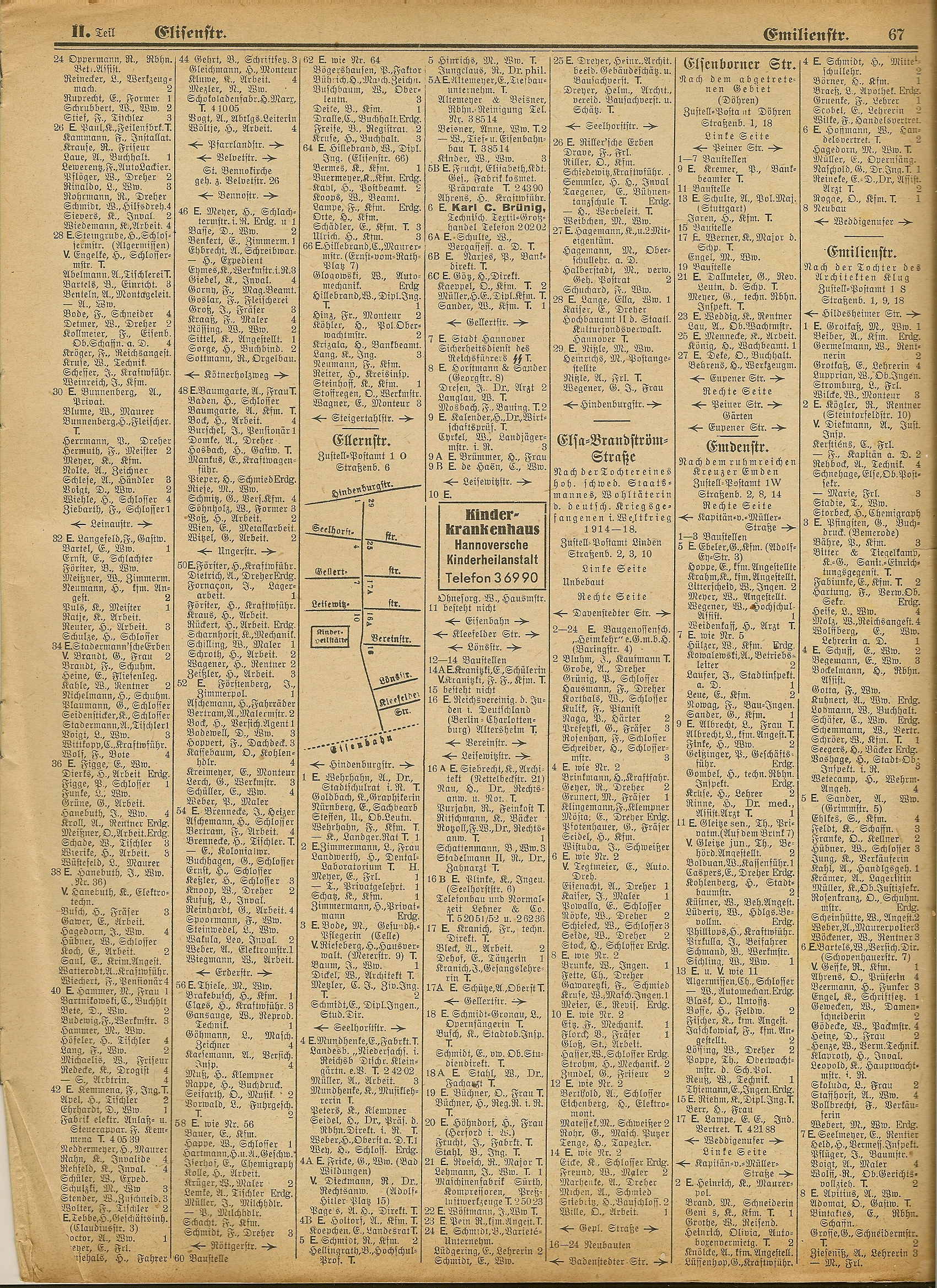
Das Adressbuch der Stadt Hannover verzeichnete noch im Kriegsjahr 1942 die „Gotta, J. Ww.“ mit etlichen anderen Witwen im Haus Emilienstraße 4

1909 war Gotta noch nicht im Adreßbuch, Stadt- und Geschäftshandbuch der Königlichen Haupt- und Residenzstadt Hannover ... verzeichnet. In der Stadt gründete er erst 1911 einen eigenen Kirchenmalerbetrieb, war 1912 erstmals als einziger Haushaltsvorstand dieses Namens in Hannover und 1913 als Kunstmaler mit Wohnsitz im Haus Emilienstraße 4 verzeichnet. In diesem Zeitraum wurde am 12. Juni 1912 Gottas Martin gerufener Sohn Hans Karl Martin Gotta geboren; die Adresse der Familie blieb in der Emilienstraße, die später in Wildermuthweg umbenannt wurde.
Im Ersten Weltkrieg wirkte Gotta als Kriegsdienstleistender.
Martin Gotta bezeichnete sich in seiner frühen Schaffensperiode als „Maler für kirchliche und profane Malereiein“, in späteren Jahren als „Kirchenmaler – Restaurator kirchlicher Kunstdenkmäler“. Tatsächlich erhielt er hauptsächlich Aufträge für sakrale Innenräume, und zwar sowohl an den Wänden wie auch an den Ausstattungen. Auftraggeber waren zumeist protestantische Kirchengemeinden, hauptsächlich auf dem Gebiet der Evangelisch-lutherischen Landeskirche Hannovers, und – mit Ausnahme seiner Tätigkeit in Lemgo – fast ausschließlich auf dem Gebiet des heutigen Niedersachsens.
Von 1929 bis 1933 bildete Gotta in seinem eigenen Betrieb seinen Sohn zunächst als Maler und Lackierer aus. Ab 1933 wirkten Vater und Sohn bis zum Tode Gottas im Jahr 1936 gemeinsam im Unternehmen, das anschließend von Martin Gotta dem Jüngeren fortgeführt wurde.
Die Todesanzeige für Martin Gotta im Hannoverschen Kurier vom 7. Januar 1936 enthielt keine Lebensdaten.

## Werke (Auswahl)
- 1921 versah Gotta die Wände und Gewölbe der St.-Vitus-Kirche in Wilkenburg mit einer neobarocken Ausmalung, die bis zum Jahr 1952 den Innenraum des Sakralbaues prägte. Während seiner Arbeit legte er zudem ältere Wandmalereien frei. Neben weiteren Farbarbeiten wurden der Altar und die Orgel gereinigt und deren Bemalungen überarbeitet.[3]
- „A.D. 1922“ datiert die Künstlersignatur „Martin Gotta Hannover Kirchenmaler“ an der von diesem farbig gefassten Holzkanzel aus dem Jahr 1600 in der Kirche St. Nicolai in Lemgo.[4] Dort malte er schon 1920 bis 1921 die Kirche aus.[1]
- 1923–1926: Restaurierung der Gewölbe- und Wandmalereien in Leveste bei Gehrden[1]
- 1927: Restaurierung der Malereien im Nonnenchor des Klosters Wienhausen[1]
- 1927: Restaurierung der Ausmalung des Chores in der Kirche von Großenwieden bei Hessisch-Oldendorf[1]
- 1927: Restaurierung der Gewölbemalereien im südlichen Seitenschiff der Kirche in Hattendorf bei Auetalc
- 1928: Restaurierung von Malereien und der Fassung des Altaraufsatzes der evangelischen Kirche in Undeloh[1]
- 1934: Restaurierungsarbeiten im Inneren der Kirche von Melle[1]

1934 restaurierte Gotta gemeinsam mit seinem Sohn die Gemäldesammlung im Landratsamt von Clausthal-Zellerfeld.
Bis Ende 1936 hatte Martin Gotta unter anderem auch die Kirchen in Barum, Küsten und Meuchefitz bei Lüchow gestaltet sowie – wiederum gemeinsam mit seinem Sohn – vor 1936:
- Ausmalung der Kirche in Balge[1]
- 1930er Jahre: Instandsetzung von Malereien und Instandsetzung des Schnitzaltars in der Kirche von Groß Liedern[1]
- Ausmalung der Kirche in Hagen[1]
- Ausmalung der Kirche in Kirchweyhe[1]
- Ausmalung der Kirche in Natendorf[1]
- Ausmalung der Martinskirche in Nienburg/Weser[1]
- Ausmalung der Kirche in Nettelkamp[1]
- Ausmalung der Kirche in Steimbke[1]
- Ausmalung der Kirche St. Marien in Veerßen bei Uelzen[1]

## Archivalien
Archivalien von und über Martin Gotta finden sich beispielsweise
- im Pfarrarchiv Rosche, Archivsignatur Best. Ro. Nr. 511[3]